# ثورة لييج
ثورة لييج، المعروفة أحيانًا باسم الثورة السعيدة، هي ثورة اندلعت في الثامن عشر من شهر أغسطس واستمرت حتى دمار جمهورية لييج وإعادة تأسيس أسقفية أمير لييج على يد القوات النمساوية في عام 1791. تزامنت ثورة لييج مع الثورة الفرنسية وتأثيراتها طويلة الامد، والتي أدت في النهاية إلى إلغاء أسقفية لييج وإلحاقها للمرة الأخيرة بفرنسا على يد القوات الثورية الفرنسية في عام 1795.

## الخط الزمني
- 1772: أصبح فيلبروك الأمير الأسقف للييج، ودعم الفنون وشجع على الأفكار الجديدة حتى وفاته في عام 1784.
- 1784: حلّ هونسبروك محل فيلبروك في منصب الأمير الأسقف للييج، لكنه كان أكثر استبدادًا ورجعية من سلفه.
- 1789: اندلعت الثورة بشكل متزامن في باريس ولييج. هرب هونسبروك إلى ألمانيا واستُعيدت جمهورية لييج.
- 1791: الاستعادة الأولى؛ نصّب الجيش النمساوي هونسبروك مجددًا في السلطة، بينما هاجر معظم داعمي الجمهورية إلى المنفى في باريس.
- 1792: توفي هونسبروك وحل محله فرانسوا أنتوان ماري دو ميان، الذي اضطر إلى الهروب بسرعة عقب معركة جوماب، ما مكّن الجيش الفرنسي بقيادة الجنرال دومورييه من السيطرة على مقاطعة لييج والأراضي المنخفضة النمساوية.
- 1793: صوّت مواطنو لييج لصالح إلحاق المقاطعة بفرنسا، لكن النمساويين هزموا الفرنسيين في معركة نيرفندن، وعينوا أميرًا أسقفًا جديدًا على لييج.
- 1794: في معركتي فلوريوس وسبريمون، استعاد الفرنسيون السيطرة على المقاطعة.
- 1795: المؤتمر الوطني الفرنسي يقرّ إلحاق المقاطعة بفرنسا.

## أصول السخط في لييج (1684–1789)

### العمل السياسي في المقاطعة
منذ أن أقر كبير الأساقفة ماكسيميليان هنري البافاري قرار عام 1684، أصبح من المفترض نظريًا أن يحكم الأمير الأسقف للييج المقاطعة في اتفاق مع الطبقات الثلاث؛ الطبقة الأولى (الإكليروس الأعلى وشرائع كاتدرائية سان لامبير)، وطبقة النبلاء (15 عائلة نبيلة، من المفترض أن تمثل عموم البلد)، والطبقة الثالثة (تمثّل الطبقات الوسطى والصناع الحرفيين الذين نُظّموا وفقًا لـ32 حرفة).
كان الأمير وأرباب الحرف الـ32 مسؤولين عن انتخاب العمدة والمجلس. قُسمت تلك الحرف إلى 16 غرفة، وعُيّن أعضاء تلك الغرف في مناصبهم مدى الحياة، فشكلوا بذلك جهازًا انتخابيًا. تألفت تلك الغرف من 20 من النبلاء والأرستقراطيين والأفراد ذوي الدخل الثابت، ومن 10 تجار نبلاء و6 حرفيين. عُيّن مندوبو أرباب الحرف ومفوضوهم على يد 28 مفوضًا آخرًا، أما هؤلاء المفوضون الـ28، فكان الأمير الأسقف مسؤولًا عن تعيين 12 واحدًا منهم، بينما سُمح للأبرشيات بتعيين 16. تألفت الطبقة الثالثة من ممثلين عن «المدن الجيدة»، وينتخبهم 576 ناخبًا. تألف ممثلو تلك المدن من العُمَد، وكانوا خاضعين بشكل كلي تقريبًا لسلطة الأمير الأسقف والطبقة الأولى، وخسروا السلطة الجزئية التي حصلوا عليها بين القرنين الرابع عشر والسابع عشر بشكل كلي. كان للإكليروس الأدنى، والنبلاء الصغار، والطبقات الوسطى الصناعية، والعمال، وعامة الناس، جزءٌ محدود جدًا في العلاقات العامة، وكانت مناصب الطبقة العاملة في حالة يُرثى لها، خاصة مع انتشار الفقر والبطالة اللذين أديا إلى تنامي الدعم الشعبي للتغيير السياسي والعدالة الاجتماعية.

### الآراء التنويرية حول لييج
لم يتفق فلاسفة القرن الثامن عشر على الإطلاق حول وجهة نظر أو رأي واحد بخصوص وضع مقاطعة لييج. ارتأى البعض أن المقاطعة والوظائف التي تؤديها تتشابه جدًا مع سمات الجمهورية، بينما رأى البعض أن سلطة الأسقف أقرب إلى سلطة الطاغية. يقول المؤرخ لويس دو جاكورت في موسوعة إنسيكلوبيدي:
يوجد هنا 32 كلية حرفية تشارك جزئيًا في الحكومة وتحقق الانتعاش للمدينة. تبدو مدينة لييج أقرب إلى الجمهورية الحرة، التي يحكمها العمدة، عبر ممثليها وقضاة البلديات الآخرين. على الرغم من ذلك، تقمع الكنائس والأديرة تلك المدينة بشكل ملحوظ.
من ناحية أخرى، جاء انتقاد فولتير لحكومة لييج قاسيًا، فكتب في مؤلفه الفكرة الجمهورية لعضو الهيئة، نقد العقد الاجتماعي عن الأمير الأسقف نوتكير من لييج، وهو مؤسس المقاطعة:
إن التفوه بكلمات مثل «حكومة مدنية وكنسية» إهانة للمنطق والقانون. عندما يُمنح أسقفنا –الأسقف الذي نُصب ليَخدم لا ليُخدم، وليدعم الفقراء لا ليفني حياتهم، ولينشر التعاليم المسيحية لا ليهيمن على الحكومة– في أوقات الاضطرابات منصبَ أمير المدينة التي لم يكن قسًا فيها من الأساس، فمن الواضح أنه الملام على التمرد والطغيان.

### فيلبروك: الخطوة الأولى نحو التنوير
عقب انتخاب فرانسوا شارل دو فيلبروك (1772–1784)، الداعم لحركة التنوير، لمنصب أمير أسقف لييج في عام 1772، أصبح رأس المقاطعة الكنسية التي تحوّلت جزئيًا إلى مقاطعة متخلفة من ناحية الحياة الفكرية والدراسات العلمية والأدبية. أبدى فيلبروك تفضيله للفلاسفة والأفكار الجديدة التي ظهرت في تلك الحقبة. تصرّف فيلبروك وكأنه حاكم مطلق مستنير، على شاكلة فريدريش العظيم ملك بروسيا، وكاترين الثانية إمبراطورة روسيا، وجوزيف الثاني رأس الإمبراطورية الرومانية المقدسة. وعلى شاكلة هؤلاء القادة السابقين، لم ينقص فيلبروك الأفكار الجديدة، ومنح تصريحًا للكتاب الفلاسفة الذين مُنعوا من نشر أعمالهم في فرنسا، مثل المجلة الموسوعية، بشرط أن يودع هؤلاء الكتاب نسخة واحدة من أعمالهم في مكتبة لييج.
أسس فيلبروك أكاديمية عامة للرسم والنحت والنقش في عام 1774 لتنمية الذوق الفني. في عام 1779، أنشأ فيلبروك «جمعية المساجلة الحرة» وجمعية لييج الأدبية، ما وفر لمثقفي لييج مكانًا للالتقاء مع بعضهم ومع المفكرين الأجانب؛ أصبحت هاتان الجمعيتان منشأ الكثير من قادة الثورة لاحقًا. شملت نشاطات الجمعيتين عروضًا للأعمال والاكتشافات العلمية والفنية والشعرية. لكن نقص التمويل وقوة السلطة أديا إلى إخفاق بعض تلك المشاريع؛ أبدت المقاطعة نوعًا من البلادة وضيق الرؤية في تلك الحقبة، ما أعاق التقدم الحقيقي.
سعى فيلبروك في الكثير من المرات إلى محاربة المشاكل الاجتماعية مثل الفقر وعدم المساواة الطبقية، لكنه لم يستطع إحداث تأثير حقيقي بخصوص ذلك الوضع البائس. حاول فيلبروك إحداث تغييرات في الكثير من المجالات، من بينها الصحة العامة عن طريق إنشاء مستشفى القديس ليونارد العام لاستقبال ومساعدة المحتاجين، ودروس توليد مجانية، ومؤسسات للتعامل مع الأمراض. منح فيلبروك، وبشكل ممنهج، إمكانية تطبيق الطقوس الأخيرة على المحكوم عليهم بالإعدام. في بداية عهده، سعى إلى إدخال المزيدة من العدالة إلى نظام الضرائب، معتقدًا أن لجميع الضرائب هدف واحد، وهو المنفعة العامة؛ فشل فيلبروك في تطبيق ذلك جراء معارضة الأنظمة والجماعات الحاصلة على امتيازات من النظام الضرائبي السابق.
أصلح فيلبروك النظام التعليمي، وجعله متاحًا للجميع بصرف النظر عن الجنس أو المرتبة الاجتماعية، وأقام مدارس خيرية مجانية للأطفال الفقراء، ووضع خطة تعليمية للمقاطعة عُرفت بـ«خطة تعليم شباب لييج». أراد فيلبروك تغيير الأنظمة التعليمية جذريًا في المدارس اليسوعية التي شهدت اضطهادًا في الفترة الأخيرة، فوجّه التدريس في تلك المدارس نحو الرياضيات وعلوم الفيزياء، ليوفر لتلاميذها أهدافًا مفيدة بإمكانهم تحقيقها عن طريق المحاكمة المنطقية والناقدة. خطط فيلبروك أيضًا لبناء مكتبة عامة ضخمة.